# Ranking Światowej Organizacji Turystyki
Ranking Światowej Organizacji Turystyki – coroczna publikacja na temat ruchu turystycznego przygotowana przez Światową Organizację Turystyki w postaci raportów Światowego Barometru Turystyki (ang. UNWTO World Tourism Barometer). W rankingu regiony i podregiony ONZ uszeregowane są według liczby międzynarodowych przyjazdów turystycznych, przychodów generowanych przez turystykę przyjazdową i wydatków wyjeżdżających turystów.

## Kraje najczęściej odwiedzane przez turystów zagranicznych
W 2016 roku międzynarodowy ruch turystyczny osiągnął w sumie 1,235 mld turystów z całego świata. Było to o 46 mln więcej (wzrost 3,9%) niż w 2015 roku – 1,186 mld. Trzydzieści największych kierunków turystycznych w 2016 roku to:
| Pozycja (2018) | Państwo                      | Liczba turystów (2018) | Zmiana r/r (%) |
| -------------- | ---------------------------- | ---------------------- | -------------- |
| 1              | Francja                      | 89,4 mln               | 2,9            |
| 2              | Hiszpania                    | 82,8 mln               | 1,1            |
| 3              | Stany Zjednoczone            | 79,6 mln               | 3,5            |
| 4              | Chiny                        | 62,9 mln               | 3,6            |
| 5              | Włochy                       | 62,1 mln               | 6,7            |
| 6              | Turcja                       | 45,8 mln               | 21,7           |
| 7              | Meksyk                       | 41,4 mln               | 5,5            |
| 8              | Niemcy                       | 38,8 mln               | 3,8            |
| 9              | Tajlandia                    | 38,3 mln               | 7,9            |
| 10             | Wielka Brytania              | 36,3 mln               | -3,5           |
| 11             | Japonia                      | 31,2 mln               | 8,7            |
| 12             | Austria                      | 30,8 mln               | 4,6            |
| 13             | Grecja                       | 30,1 mln               | 10,8           |
| 14             | Hongkong                     | 29,3 mln               | 3,6            |
| 15             | Malezja                      | 25,8 mln               | -0,4           |
| 16             | Rosja                        | 24,4 mln               | 0,7            |
| 17             | Portugalia                   | 22,8 mln               | 7,5            |
| 18             | Kanada                       | 21,1 mln               | 1,2            |
| 19             | Polska                       | 19,6 mln               | 6,6            |
| 20             | Holandia                     | 19,0 mln               | 6,1            |
| 21             | Makau                        | 18,5 mln               | 7,2            |
| 22             | Indie                        | 17,4 mln               | 12,1           |
| 23             | Węgry                        | 17,2 mln               | 8,7            |
| 24             | Chorwacja                    | 16,6 mln               | 6,7            |
| 25             | Zjednoczone Emiraty Arabskie | 15,9 mln               | 0,8            |
| 26             | Wietnam                      | 15,5 mln               | 19,9           |
| 27             | Korea Południowa             | 15,3 mln               | 15,1           |
| 28             | Arabia Saudyjska             | 15,3 mln               | -5,1           |
| 29             | Singapur                     | 14,7 mln               | 5,5            |
| 30             | Ukraina                      | 14,2 mln               | -1,5           |

## Wpływy z turystyki zagranicznej
| Pozycja (2016) | Państwo           | Dochód w USD (2016) | Zmiana r/r (%) |
| -------------- | ----------------- | ------------------- | -------------- |
| 1              | Stany Zjednoczone | 205,9 mld           | 0,3            |
| 2              | Hiszpania         | 60,3 mld            | 6,9            |
| 3              | Tajlandia         | 49,9 mld            | 11,0           |
| 4              | Chiny             | 44,4 mld            | -1,2           |
| 5              | Francja           | 42,5 mld            | -5,3           |
| 6              | Włochy            | 40,2 mld            | 2,0            |
| 7              | Wielka Brytania   | 39,6 mld            | -12,9          |
| 8              | Niemcy            | 37,4 mld            | 1,4            |
| 9              | Hongkong          | 32,9 mld            | -9,1           |
| 10             | Australia         | 32,4 mld            | 12,3           |

## Wydatki na turystykę zagraniczną
| Pozycja (2017) | Państwo           | Wydatki w USD (2017) | Zmiana r/r (%) |
| -------------- | ----------------- | -------------------- | -------------- |
| 1              | Chiny             | 257,7 mld            | 4,7            |
| 2              | Stany Zjednoczone | 135,2 mld            | 9,4            |
| 3              | Niemcy            | 83,7 mld             | 2,8            |
| 4              | Wielka Brytania   | 63,4 mld             | 2,6            |
| 5              | Francja           | 41,4 mld             | 0,8            |
| 6              | Australia         | 34,0 mld             | 6,9            |
| 7              | Kanada            | 32,0 mld             | 8,9            |
| 8              | Rosja             | 31,1 mld             | 12,8           |
| 9              | Korea Południowa  | 30,6 mld             | 9,4            |
| 10             | Włochy            | 27,1 mld             | 6,3            |